# Samtgemeinde Grasleben
De Samtgemeinde Grasleben is een samenwerkingsverband (Samtgemeinde) van vier kleinere gemeenten in het Landkreis Helmstedt in de Duitse deelstaat Nedersaksen. Gezamenlijk hebben de gemeenten nog geen 5.000 inwoners.

## Deelnemende gemeenten
- Mariental
- Querenhorst
- Rennau
- Grasleben